# Grande Casse
De Grande Casse is een 3855 meter hoge berg in het Franse departement Savoie. De berg is de hoogste top van de Vanoise, deel van de Grajische Alpen. De col de la Vanoise is een pad dat naar deze berg leidt.
De top is op 8 augustus 1860 voor het eerst door William Mathews beklommen.

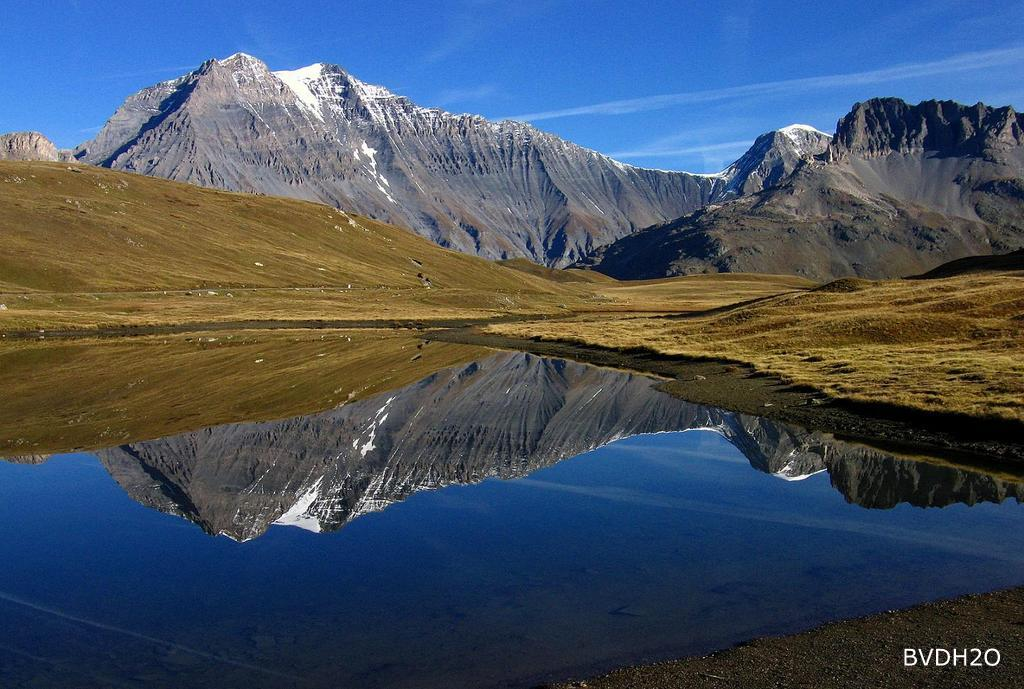
La Grande Casse 3855m